# Maselnica

Maselnica (maśniczka) – budowa
a – gotowa do użytku
b – elementy (konew, wierzchnik, jaszczyk, bijak)
c – przekrój

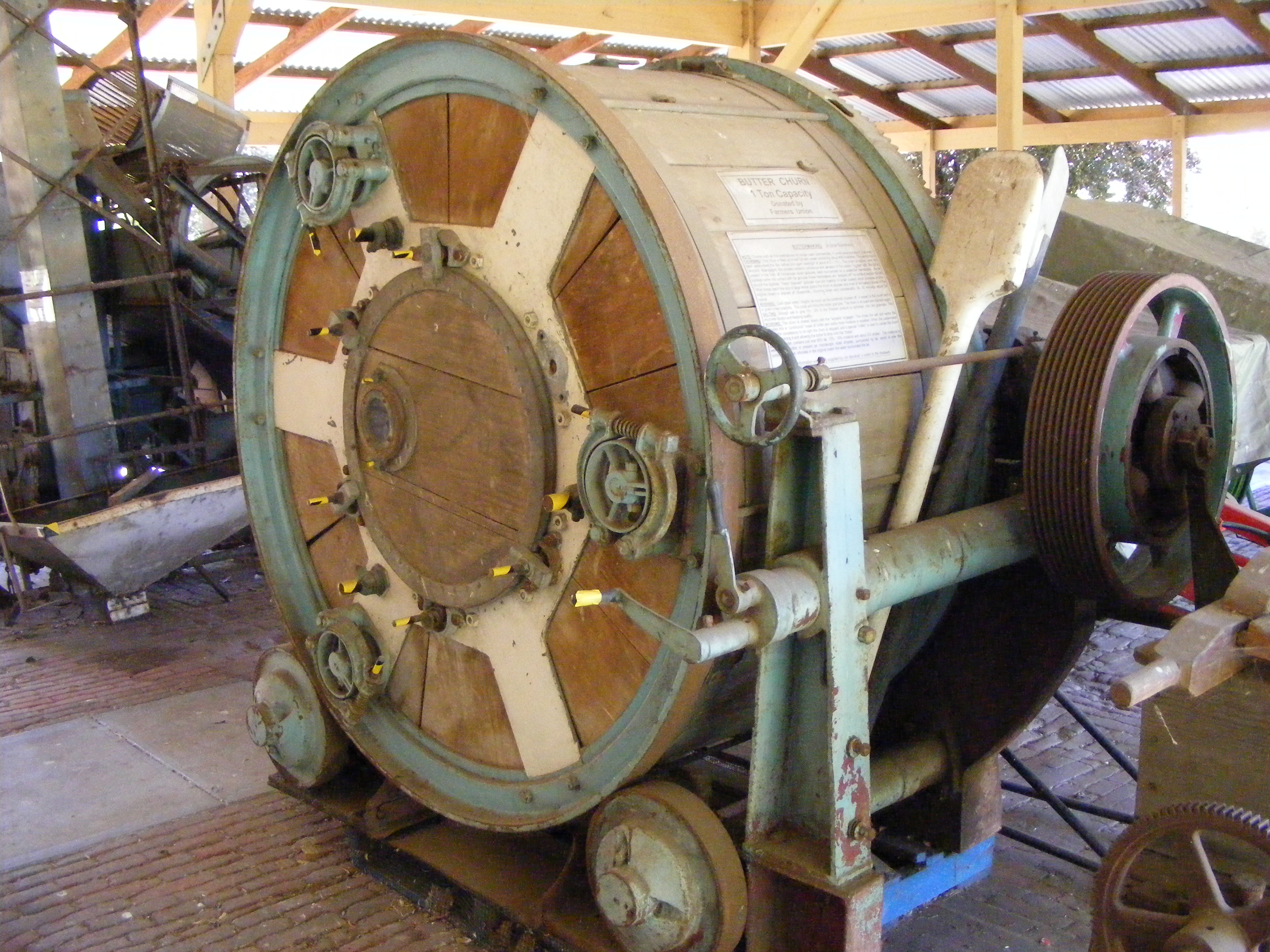
Maselnica przemysłowa

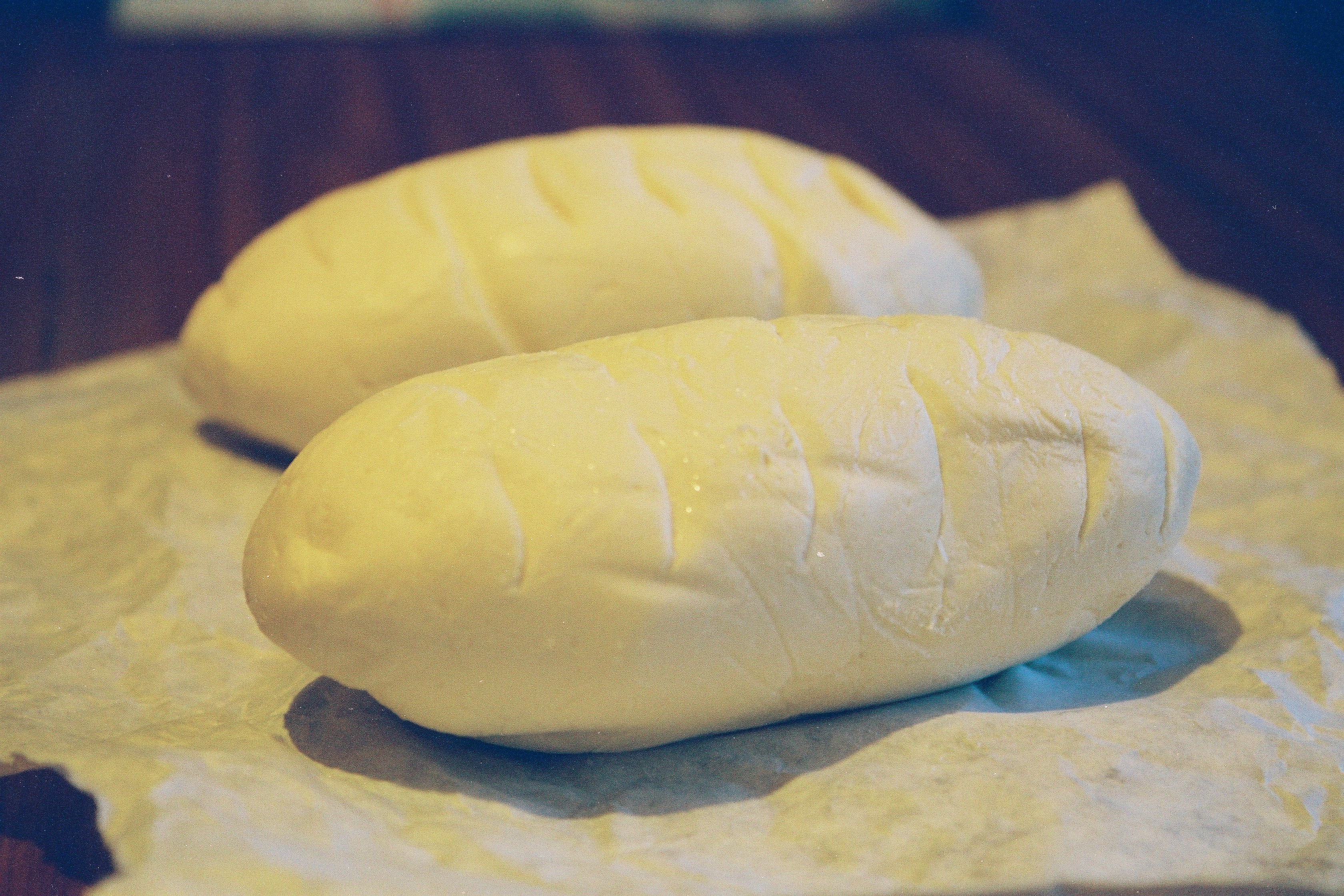
Osełki masła

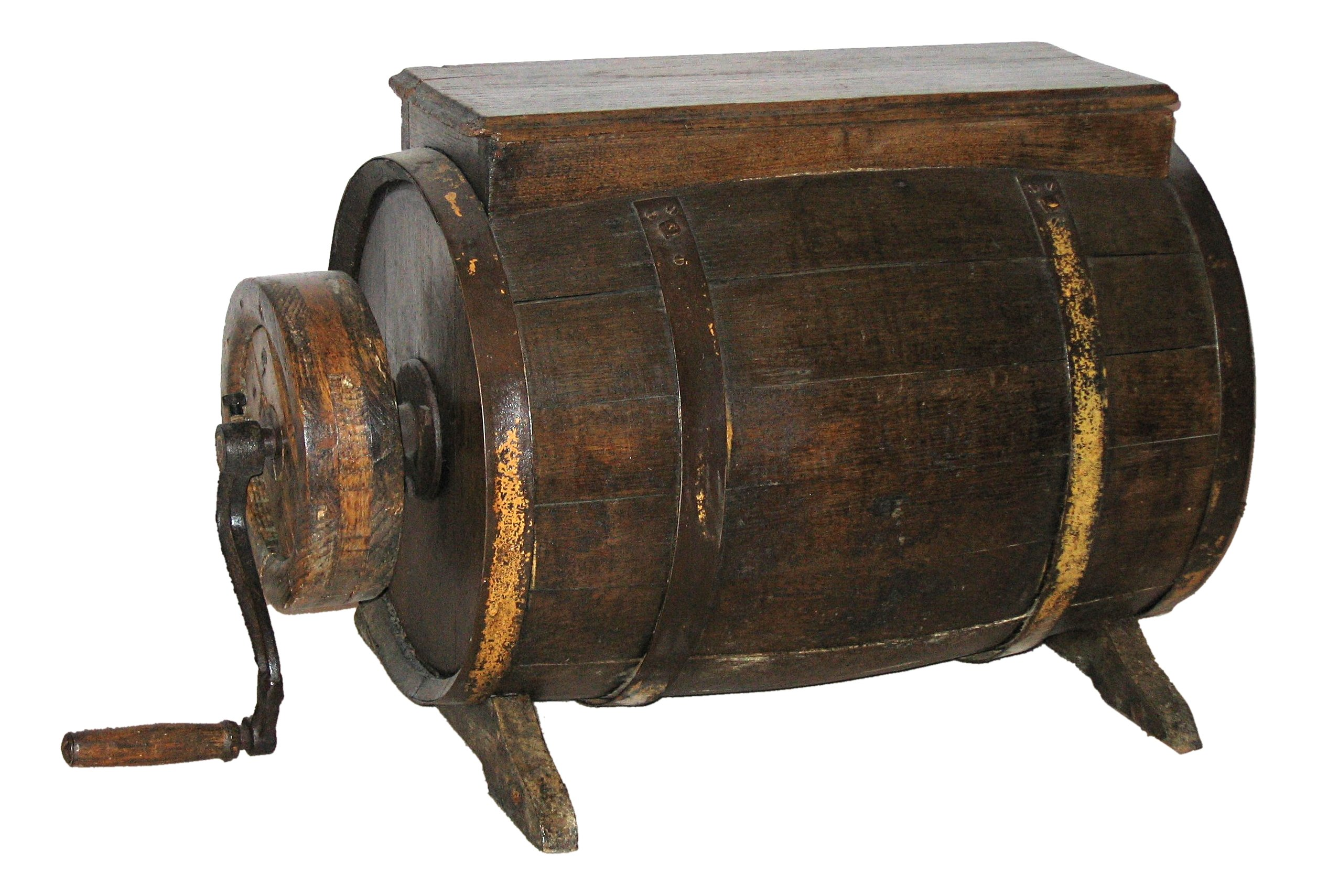
Duża, pozioma maselnica korbowa

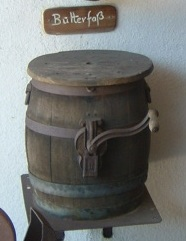
Duża, pionowa maselnica korbowa

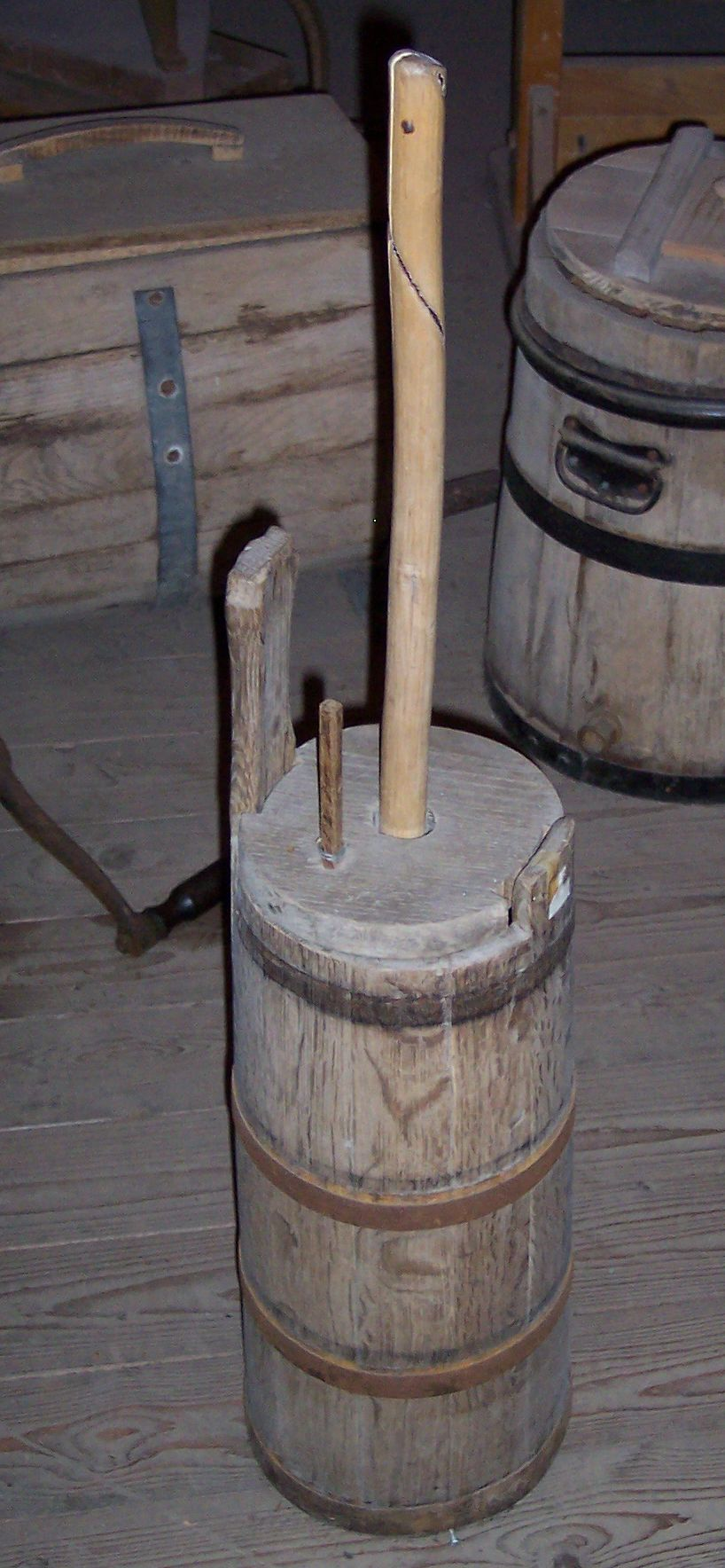
Kierznia

Maselnica (masielnica, maśniczka, maślniczka) – urządzenie do ręcznego wytwarzania masła. W Polsce stosowana w gospodarstwach wiejskich jeszcze w XX wieku.
Pierwsze maselnice wzorowane na beczkach z klepek skonstruowali w 1839 roku Amerykanie Disprow i Wizard.

## Budowa
Elementy maselnicy:
- Konew – wysokie, lekko zbieżne ku górze naczynie (wydłużona fasa), wykonane z drewnianych klepek, opasanych najczęściej trzema obręczami.
- Nadstawka (wierzchnik) – wykonana podobnie jak sama konew z drewnianych klepek, miała kształt odwróconego ściętego stożka i była opasana dwiema obręczami. Obręcze w starszych konstrukcjach były wykonane z drewna leszczynowego, w nowszych z bednarki stalowej. W połowie wysokości znajdowało się dno (pozioma przegroda) z otworem, przez który przechodził wałek bijaka (tłuczka). Nadstawkę nakładano na wałek bijaka i wciskano w górną część konwi.
- Bijak – drewniany wałek przechodzący przez nadstawkę, zakończony u dołu drewnianym krążkiem dopasowanym do średnicy wewnętrznej konwi. W krążku tym znajdowało się od kilku do kilkunastu otworów o średnicy ok. 10–20 mm.
- Jaszczyk – półkulista pokrywka o średnicy ok. 10 cm, która nakładana na wałek bijaka opierała się na denku nadstawki i zapobiegała rozpryskiwaniu się śmietany, a później już maślanki podczas pracy. Zgarniała też śmietanę zbierającą się na wałku bijaka. Jaszczyk wykonywany był z jednego kawałka drewna przez wytaczanie na tokarni do drewna. Jaszczyk wewnątrz był dokładnie półkulisty, na zewnątrz posiadał często wytoczone ozdobne garbiki, rowki itp.

## Wykonywanie masła
Do dolnej części maselnicy wlewano śmietanę, zbieraną specjalnie w tym celu z odstałego, ale słodkiego mleka. Następnie do konwi wkładano bijak, na który nakładano i wciskano w konew nadstawkę, w końcu zamykano jaszczykiem. Robienie masła polegało na unoszeniu i opuszczaniu tłuczka, aż do dna maselnicy, czyli mieszaniu śmietany, w wyniku czego dochodziło do łączenia się kulek tłuszczu i w efekcie wytworzenia grudek masła. Zbieranie się na jaszczyku drobnych grudek było sygnałem, że należy zmienić rodzaj ruchów bijakiem na krótsze. Nie mógł on teraz mieszać maślanki, bo doprowadzało to do rozbijania utworzonych już grudek masła, lecz powinien ograniczyć się tylko do uderzania w powierzchnię płynu, by w ten sposób zbijać drobne grudki w większe bryły. Końcowym etapem tworzenia masła było wybieranie bryłek przy pomocy drewnianej łyżki i łączenie ich w całość. Bryłę tę należało jeszcze przez pewien czas wyrobić – zanurzoną w zimnej wodzie ugniatać łyżką w celu wyciśnięcia resztek maślanki uwięzionej w maśle – i ostatecznie uformować osełkę.

## Inne wykonania
Były też inne wykonania tego urządzenia w postaci beczki. Stosowano tu dwie konstrukcje:
1. w postaci nieruchomej beczki drewnianej z umieszczonym w niej mieszadłem, napędzanym korbą. Tutaj też można wyróżnić dwie konstrukcje:
  - beczka w układzie poziomym, gdzie oś mieszadła umieszczona była w osi geometrycznej beczki
  - beczka w pozycji pionowej, oś mieszadła przechodziła przez jej boki
2. w postaci obrotowej beczki ułożyskowanej na specjalnej podstawie. Podobnie jak w pierwszym przypadku istniały konstrukcje pionowe i poziome
  - pozioma – beczka ułożona poziomo, oś mechaniczna umieszczona w osi geometrycznej beczki. Wewnątrz beczki umieszczone były specjalne przegrody, które mieszały śmietanę. Napęd ręczny przy pomocy korby
  - pionowa – oś mechaniczna przechodziła przez ściany boczne beczki. Była to konstrukcja uproszczona, beczka nie posiadała żadnych wewnętrznych przegród.

## Inne nazwy
Zależnie od regionu, urządzenie to nazywano: W zależności od regionu określano je różnymi nazwami: bijanica, bijanka, byjanka, bojka, kierzanka, kierzynka, kierznia, maselniczka, masłobojka, maślanica, maślnica, maślniczka, maśnica, maśniczka, tłuczka.
Przy czym:
- maślnica, maśnica – nazwy gwarowe stosowane do większych urządzeń korbowych wykorzystywanych do półprzemysłowego wytwarzania masła. W przemyśle stosowano duże maselnice napędzane silnikiem elektrycznym
- maślniczka, maśniczka, byjanka, bijanka – nazwy gwarowe stosowane do małych, domowych urządzeń
- kierznia lub kierzynka – nazwa gwarowa odnosząca się do starszych, prymitywnych konstrukcji. Składa się z wysokiego naczynia wykonanego z drewnianych klepek (naczynie to było zamykane od góry płaską, kolistą pokrywką) oraz tłuczka (bijaka) na kiju. Tłuczek (bijak) podobny jak w maselnicy, ale posiadał tylko kilka otworów o średnicy 20–40 mm. Masło wytwarzane było w identyczny sposób jak w maselnicy.